# Prodani, Argeș
Prodani este un sat în comuna Vedea din județul Argeș, Muntenia, România.